# Squash-Weltmeisterschaften im Doppel und Mixed 1997/Damendoppel
Das Damendoppel der Weltmeisterschaften im Doppel und Mixed 1997 im Squash wurde vom 11. bis 14. Dezember 1997 ausgetragen.
Leilani Joyce und Philippa Beams aus Neuseeland setzten sich im Finale gegen die Engländerinnen Cassie Jackman und Sue Wright mit 15:4 und 15:12 durch und wurden damit zu den ersten Squash-Weltmeisterinnen im Doppel.
Das Teilnehmerfeld bestand aus zwölf Doppelpaarungen, die zu je sechs Paarungen in zwei Gruppen im Round-Robin-Modus gegeneinander antraten. Die Gruppensieger und Zweitplatzierten kamen ins Halbfinale und spielten im K.-o.-System die Plätze eins bis vier aus.

## Setzliste
| Nr. | Paarung                       | Erreichte Runde |
| --- | ----------------------------- | --------------- |
| 01. | Sarah Fitz-Gerald Carol Iwens | Halbfinale      |
| 02. | Cassie Jackman Sue Wright     | Finale          |

### Zeichenerklärung
- Q = Qualifikant
- WC = Wildcard
- LL = Lucky Loser
- ALT = Ersatz (alternate)
- PR = Protected Ranking
- r = Aufgabe (retired)
- d = Disqualifikation
- w.o. = walkover

## Ergebnisse

### Vorrunde

#### Gruppe A
| Rang | Setzung | Doppel                          | Sp. | S | N | S.-Diff. | P.-Diff. | Pkt. |
| ---- | ------- | ------------------------------- | --- | - | - | -------- | -------- | ---- |
| 1    |         | Claire Nitch Natalie Grainger   | 5   | 5 | 0 | 10:2     | 177:110  | 10   |
| 2    | 1       | Sarah Fitz-Gerald Carol Owens   | 5   | 4 | 1 | 9:2      | 163:117  | 8    |
| 3    |         | Sandra Wu Sharon Wee            | 5   | 2 | 3 | 6:6      | 147:155  | 4    |
| 4    |         | Shabana Khan Latasha Khan       | 5   | 2 | 3 | 4:7      | 138:161  | 4    |
| 5    |         | Heather Wallace Melanie Jans    | 5   | 1 | 4 | 2:8      | 105:146  | 2    |
| 6    |         | Christina Bondan Harriet Wilcox | 5   | 1 | 4 | 2:8      | 107:148  | 2    |

| Spielerinnen        | Spielerinnen    | Ergebnis          |
| ------------------- | --------------- | ----------------- |
| Fitz-Gerald / Owens | Bondan / Wilcox | 15:9, 15:11       |
| Nitch / Grainger    | Wu / Wee        | 15:6, 13:15, 15:8 |
| Khan / Khan         | Wallace / Jans  | 17:16, 15:14      |
| Fitz-Gerald / Owens | Wu / Wee        | 15:12, 15:7       |
| Nitch / Grainger    | Khan / Khan     | 15:10, 15:4       |

| Spielerinnen        | Spielerinnen    | Ergebnis            |
| ------------------- | --------------- | ------------------- |
| Wallace / Jans      | Bondan / Wilcox | 15:13, 15:11        |
| Fitz-Gerald / Owens | Wallace / Jans  | 15:12, 15:1         |
| Khan / Khan         | Wu / Wee        | 13:15, 15:13, 15:11 |
| Nitch / Grainger    | Bondan / Wilcox | 15:3, 15:9          |
| Fitz-Gerald / Owens | Khan / Khan     | 15:9, 15:12         |

| Spielerinnen     | Spielerinnen        | Ergebnis            |
| ---------------- | ------------------- | ------------------- |
| Nitch / Grainger | Wallace / Jans      | 15:10, 15:2         |
| Wu / Wee         | Bondan / Wilcox     | 15:10, 15:9         |
| Nitch / Grainger | Fitz-Gerald / Owens | 12:15, 17:15, 15:13 |
| Wu / Wee         | Wallace / Jans      | 15:8, 15:12         |
| Bondan / Wilcox  | Khan / Khan         | 15:12, 17:16        |

#### Gruppe B
| Rang | Setzung | Doppel                       | Sp. | S | N | S.-Diff. | P.-Diff. | Pkt. |
| ---- | ------- | ---------------------------- | --- | - | - | -------- | -------- | ---- |
| 1    |         | Leilani Joyce Philippa Beams | 5   | 5 | 0 | 10:0     | 152:78   | 10   |
| 2    | 2       | Cassie Jackman Sue Wright    | 5   | 4 | 1 | 8:3      | 151:112  | 8    |
| 3    |         | Rebecca Chiu Dawn Olsen      | 5   | 3 | 2 | 6:4      | 138:123  | 6    |
| 4    |         | Mah Li Lian Millie Moy       | 5   | 2 | 3 | 4:7      | 125:151  | 4    |
| 5    |         | Senga Macfie Helen Macfie    | 5   | 1 | 4 | 4:8      | 155:158  | 2    |
| 6    |         | Yuko Kimura Miyuki Adachi    | 5   | 0 | 5 | 0:10     | 51:150   | 0    |

| Spielerinnen     | Spielerinnen    | Ergebnis           |
| ---------------- | --------------- | ------------------ |
| Jackman / Wright | Li Lian / Moy   | 15:9, 15:8         |
| Joyce / Beams    | Kimura / Adachi | 15:1, 15:6         |
| Chiu / Olsen     | Macfie / Macfie | 15:12, 17:15       |
| Jackman / Wright | Macfie / Macfie | 15:13, 11:15, 15:8 |
| Joyce / Beams    | Li Lian / Moy   | 15:7, 15:3         |

| Spielerinnen     | Spielerinnen    | Ergebnis            |
| ---------------- | --------------- | ------------------- |
| Chiu / Olsen     | Kimura / Adachi | 15:3, 15:5          |
| Jackman / Wright | Kimura / Adachi | 15:2, 15:7          |
| Joyce / Beams    | Chiu / Olsen    | 15:10, 17:14        |
| Li Lian / Moy    | Macfie / Macfie | 17:16, 10:15, 15:14 |
| Jackman / Wright | Chiu / Olsen    | 15:11, 15:9         |

| Spielerinnen    | Spielerinnen     | Ergebnis     |
| --------------- | ---------------- | ------------ |
| Li Lian / Moy   | Kimura / Adachi  | 15:12, 15:2  |
| Joyce / Beams   | Macfie / Macfie  | 15:10, 15:7  |
| Joyce / Beams   | Jackman / Wright | 15:9, 15:11  |
| Chiu / Olsen    | Li Lian / Moy    | 17:16, 15:10 |
| Macfie / Macfie | Kimura / Adachi  | 15:6, 15:7   |

### Finalrunde
|  | Halbfinale       | Halbfinale                    | Halbfinale                    | Halbfinale                    | Halbfinale |    |                           | Finale                    | Finale | Finale | Finale | Finale | Finale | Finale | Finale |
|  |                  |                               |                               |                               |            |    |                           |                           |        |        |        |        |        |        |        |
|  |                  | Claire Nitch Natalie Grainger | 5                             | 15                            | 12         |    |                           |                           |        |        |        |        |        |        |        |
|  | 2                | Cassie Jackman Sue Wright     | 15                            | 9                             | 15         |    |                           |                           |        |        |        |        |        |        |        |
|  | 2                | Cassie Jackman Sue Wright     | 15                            | 9                             | 15         | 2  | Cassie Jackman Sue Wright | Cassie Jackman Sue Wright | 4      | 12     |        |        |        |        |        |
|  |                  |                               |                               |                               |            | 2  | Cassie Jackman Sue Wright | Cassie Jackman Sue Wright | 4      | 12     |        |        |        |        |        |
|  |                  |                               | Leilani Joyce Philippa Beams  | Leilani Joyce Philippa Beams  | 15         | 15 |                           |                           |        |        |        |        |        |        |        |
|  | 1                | Sarah Fitz-Gerald Carol Owens | Leilani Joyce Philippa Beams  | Leilani Joyce Philippa Beams  | 15         | 15 | 7                         | 13                        |        |        |        |        |        |        |        |
|  | 1                | Sarah Fitz-Gerald Carol Owens |                               |                               |            |    |                           |                           |        |        |        |        |        |        |        |
|  |                  | Leilani Joyce Philippa Beams  | 15                            | 15                            |            |    |                           |                           |        |        |        |        |        |        |        |
|  | Spiel um Platz 3 | Leilani Joyce Philippa Beams  | 15                            | 15                            |            |    |                           |                           |        |        |        |        |        |        |        |
|  |                  |                               |                               |                               |            |    |                           |                           |        |        |        |        |        |        |        |
|  |                  | Claire Nitch Natalie Grainger | Claire Nitch Natalie Grainger | Claire Nitch Natalie Grainger | 13         | 8  |                           |                           |        |        |        |        |        |        |        |
|  | 1                | Sarah Fitz-Gerald Carol Owens | Sarah Fitz-Gerald Carol Owens | Sarah Fitz-Gerald Carol Owens | 15         | 15 |                           |                           |        |        |        |        |        |        |        |